# Tibouchina minutiflora
Tibouchina minutiflora är en tvåhjärtbladig växtart som beskrevs av Célestin Alfred Cogniaux. Tibouchina minutiflora ingår i släktet Tibouchina och familjen Melastomataceae. Inga underarter finns listade i Catalogue of Life.